# Mafalda di Savoia (regina del Portogallo)
Mafalda di Savoia, nata Matilde (in catalano, aragonese, spagnolo, portoghese e galiziano: Mafalda; in francese: Mathilde, anticamente Mahaut/Mahald; in latino Mathilda) (1125 – Coimbra, 2 dicembre 1158), fu una principessa di casa Savoia e prima regina consorte del Portogallo, come moglie del re Alfonso I, dal 1145 sino alla sua morte, avvenuta nel 1158.

## Origine
Mafalda era figlia del settimo Conte di Savoia e Conte d'Aosta e di Moriana, quegli che sarebbe stato il primo ad assumere ufficialmente il titolo di Conte di Savoia, Amedeo III, e di Adelaide, di cui non si conoscono gli ascendenti, che nel 1134 era ancora in vita, essendo citata come moglie di Amedeo (Ipse Comes cum uxore sua Adeleida comitissa) nel documento n° CCLXIX del Regesta comitum Sabaudiae.

Amedeo III di Savoia, secondo lo storico Samuel Guichenon, nel suo Histoire généalogique de la royale maison de Savoie, era figlio del sesto Conte di Savoia e Conte d'Aosta e di Moriana e Marchese d'Italia, Umberto II, detto il Rinforzato e di Gisella o Giselda di Borgogna, figlia del Conte Guglielmo I di Borgogna, come viene indirettamente confermata dalla lettera del fratello di Gisella, il futuro, Papa Callisto II, Guido, arcivescovo di Vienne (Guido Viennensis archiepiscopus).

## Biografia

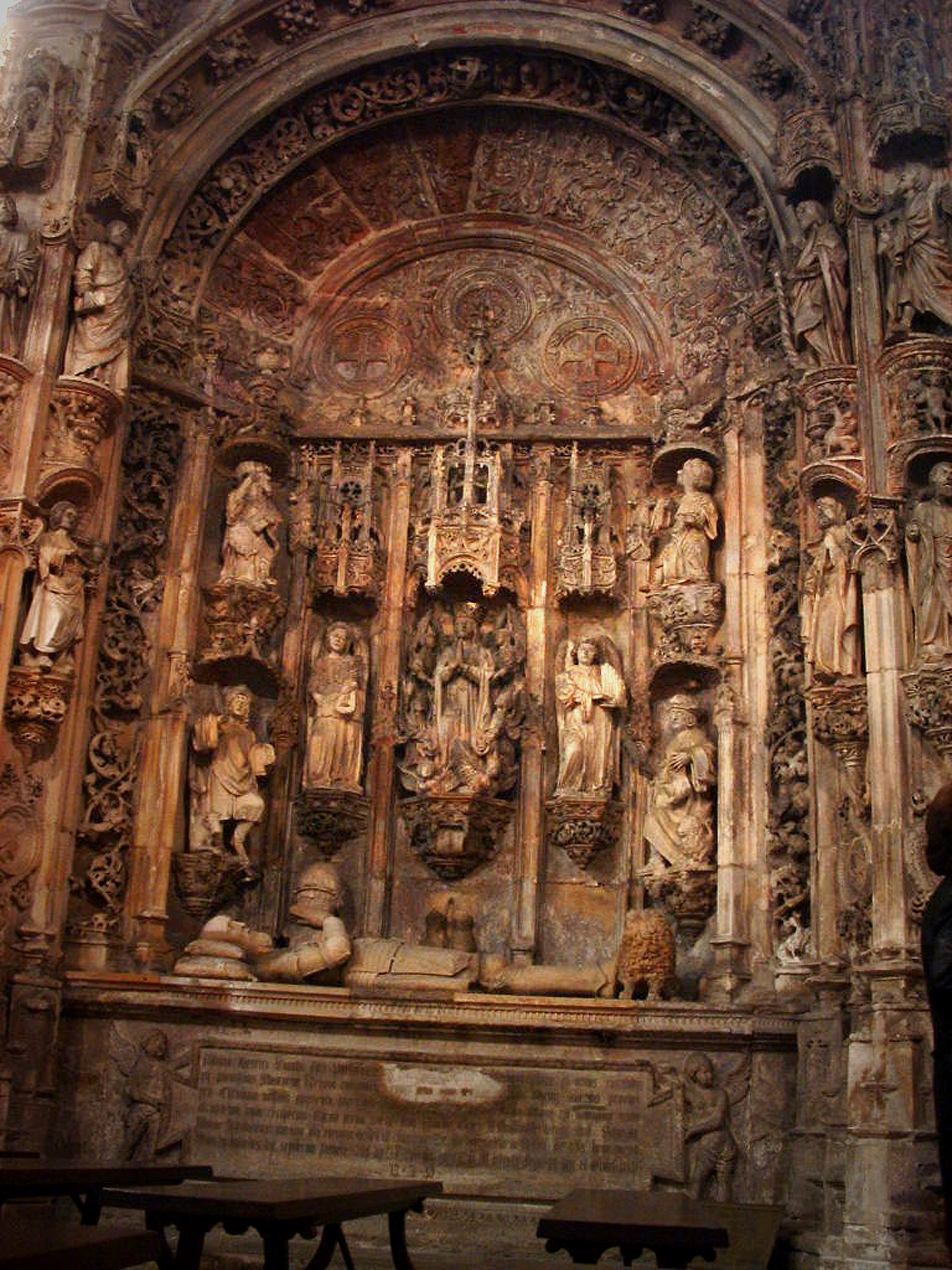
Tomba di Mafalda di Savoia e di Afonso I del Portogallo, al Monastero della Santa Croce di Coimbra.

Secondo le Europäische Stammtafeln, vol II, 38 (non consultate) Matilde era nata nel 1125, quindi era figlia di Adelaide, la prima moglie di Amedeo III, che, nel 1134 era ancora accanto al marito.
Adelaide, la madre di Matilde, morì tra nel 1134 circa, ed il padre Amedeo III, si sposò in seconde nozze, verso il 1135, con Matilde di Albon, figlia del Conte d'Albon Ghigo III, e della moglie Regina detta Matilde (Regina nominate Maheldis).
Tra l'inverno e la primavera del 1145, Matilde, come testimonia il cronista Rodrigo Jiménez de Rada nel suo De Rebus Hispaniæ, sposò il primo re del Portogallo Alfonso I (Aldefonsum.....Hic duxit uxorem Mafaldam seu Mathildem filiam Amedaei Comitis Maurienæ), che secondo il Chronicon regum Legionensium, era figlio del nobile francese Enrico (Dom Henrique), divenuto conte del Portogallo, e della principessa Teresa, che sempre secondo il Chronicon regum Legionensium era figlia illegittima di Alfonso VI, re di León e Castiglia, e della sua concubina Jimena Muñoz (?-1128), che secondo lo storico medievalista statunitense, Bernard F. Reilly, era figlia del conte Munio Muñiz, signore delle Asturie occidentali e del nord del Bierzo e della moglie Velasquita;; il matrimonio viene confermato anche dalla Chronica Albrici Monachi Trium Fontium (Aldefonsus rex Portugallie....Huius uxor fuit filia comitis Sabaudie) e dal Chronicon Lusitanum, España Sagrada, Tomo XIV (Rex Donnus Alfonsus accepit uxorem Donnam Matildam, Comitis Amadæi de Moriana filiam), che riporta che ebbero tre figli e tre figlie.

Il matrimonio viene confermato dal documento n° XLI del Cartulaire du prieuré de La Charité-sur-Loire (Nièvre), datato luglio 1145 (Alfonsus, Portugaliæ rex, comitis Henrici et reginæ Theresiæ filius, magni quoque regis Alfonsi nepos una cum uxore mea regina donna Malfada, filia comitis Amedei de Moriana).
Fu, quindi, la prima regina del regno del Portogallo, dal 1145 alla sua morte, come moglie del primo re Alfonso I.

Dopo il suo arrivo in Portogallo, cominciò a essere chiamata Mafalda, per un'alterazione portoghese del nome Matilde (o meglio dall'occitano, Mahalt).

Mafalda a seguito del matrimonio ricevette la signoria della piccola località denominata Canaveses, nei pressi di Valpaços.
Secondo il documento XLI del Cartulaire du prieuré de La Charité-sur-Loire (Nièvre), re Alfonso del Portogallo assieme alla moglie, Mafalda (Alfonsus, Portugaliæ rex, comitis Henrici et reginæ Theresiæ filius, magni quoque regis Alfonsi nepos, una cum uxore mea regina donna Malfada, filia comitis Amedei de Moriana), fece una donazione al priorato nel luglio 1145.
Nel 1146, Mafalda (uxore mea Regina Dona Mafalda) viene citata assieme al marito in merito a una donazione al monastero della Santa Croce di Coimbra, come viene descritto nella Terceira parte da monarchia lusitana.
Secondo il Chronicon Lusitanum, Mafalda morì il 2 dicembre 1158 a Coimbra (Aera 1196 Tertio Nona Deccembris....obiit....Regina D. Matilda clarissimi Comitis Amadæi filia, uxor D. Alfonsi Portugallensium Regis) e fu tumulata nel monastero della Santa Croce, dove poi furono tumulati sia il marito Alfonso I sia il figlio Sancho I.

## Figli
Mafalda ad Alfonso diede sette figli:
- Enrico del Portogallo (5 marzo 1147 - prima del 1156), citato nella Terceira parte da monarchia lusitana[22]
- Mafalda del Portogallo (ca. 1148- ca. 1173), citata nella Terceira parte da monarchia lusitana[22], che, nel 1160, fu fidanzata con l'erede della corona d'Aragona Raimondo Berengario, futuro Alfonso II, come riporta il Chronica Breve do Archivo Nacional, Portugaliæ Monumenta Historica, Scriptores, Vol. I[23], ma il matrimonio non fu mai celebrato
- Urraca del Portogallo (1151-1188), sposò nel 1165 il re di León Ferdinando II, dal quale, tra il 1174 ed il 1179, fu ripudiata, come riporta la Historia genealogica de la casa de Lara, Volume 3[24]
- Sancha del Portogallo (1153-morta giovane) citata nella Historia genealogica da Casa Real Portugueza, tomo I, che riporta, unica notizia, che morì il 14 febbraio[25]
- Sancho I del Portogallo (1154-1211), re de Portogallo dal 1185 al 1211, come riporta il Roderici Toletani Archiepiscopi De Rebus Hispaniæ,[26]
- Giovanni del Portogallo (1156- morto giovane) morto il 25 agosto come riporta lo storico portoghese Brandaõ, nel cap. XIX del libro X, del suo Terceira parte da monarchia lusitana[27]
- Teresa del Portogallo (1157-1218), che, nel 1183, sposò il conte delle Fiandre Filippo I[26] e, in seconde nozze, nel 1193, il duca di Borgogna Oddone III, da cui divorziò, per consanguineità, due anni dopo, come riportano le Layettes du trésor des chartes (Paris), Vol. I[28].

## Ascendenza
|                      |   |                         | Genitori              |  |  | Nonni |  |  | Bisnonni            |  |  | Trisnonni        |  |
|                      |   |                         |                       |  |  |       |  |  | Amedeo II di Savoia |  |  | Oddone di Savoia |  |
|                      |   |                         |                       |  |  |       |  |  | Amedeo II di Savoia |  |  | Oddone di Savoia |  |
|                      |   | Adelaide di Susa        |                       |  |  |       |  |  | Amedeo II di Savoia |  |  |                  |  |
| Umberto II di Savoia |   |                         |                       |  |  |       |  |  | Amedeo II di Savoia |  |  |                  |  |
|                      |   | Giovanna di Ginevra     | Gérold II di Ginevra  |  |  |       |  |  |                     |  |  |                  |  |
|                      |   | Giovanna di Ginevra     | Gérold II di Ginevra  |  |  |       |  |  |                     |  |  |                  |  |
|                      |   | Giovanna di Ginevra     | …                     |  |  |       |  |  |                     |  |  |                  |  |
| Amedeo III di Savoia |   | Giovanna di Ginevra     |                       |  |  |       |  |  |                     |  |  |                  |  |
|                      |   | Guglielmo I di Borgogna | Rinaldo I di Borgogna |  |  |       |  |  |                     |  |  |                  |  |
|                      |   | Guglielmo I di Borgogna | Rinaldo I di Borgogna |  |  |       |  |  |                     |  |  |                  |  |
|                      |   | Guglielmo I di Borgogna | Alice di Normandia    |  |  |       |  |  |                     |  |  |                  |  |
| Giselda di Borgogna  |   | Guglielmo I di Borgogna |                       |  |  |       |  |  |                     |  |  |                  |  |
|                      |   | Stefania di Vienne      | Gerardo di Vienne     |  |  |       |  |  |                     |  |  |                  |  |
|                      |   | Stefania di Vienne      | Gerardo di Vienne     |  |  |       |  |  |                     |  |  |                  |  |
|                      |   | Stefania di Vienne      | …                     |  |  |       |  |  |                     |  |  |                  |  |
| Mafalda di Savoia    |   | Stefania di Vienne      |                       |  |  |       |  |  |                     |  |  |                  |  |
|                      | … | …                       |                       |  |  |       |  |  |                     |  |  |                  |  |
|                      | … | …                       |                       |  |  |       |  |  |                     |  |  |                  |  |
|                      | … | …                       |                       |  |  |       |  |  |                     |  |  |                  |  |
| …                    | … |                         |                       |  |  |       |  |  |                     |  |  |                  |  |
|                      |   | …                       | …                     |  |  |       |  |  |                     |  |  |                  |  |
|                      |   | …                       | …                     |  |  |       |  |  |                     |  |  |                  |  |
|                      |   | …                       | …                     |  |  |       |  |  |                     |  |  |                  |  |
| Adelaide             |   | …                       |                       |  |  |       |  |  |                     |  |  |                  |  |
|                      |   | …                       | …                     |  |  |       |  |  |                     |  |  |                  |  |
|                      |   | …                       | …                     |  |  |       |  |  |                     |  |  |                  |  |
|                      |   | …                       | …                     |  |  |       |  |  |                     |  |  |                  |  |
| …                    |   | …                       |                       |  |  |       |  |  |                     |  |  |                  |  |
|                      |   | …                       | …                     |  |  |       |  |  |                     |  |  |                  |  |
|                      |   | …                       | …                     |  |  |       |  |  |                     |  |  |                  |  |
|                      |   | …                       | …                     |  |  |       |  |  |                     |  |  |                  |  |
|                      |   | …                       |                       |  |  |       |  |  |                     |  |  |                  |  |

### Fonti primarie
- (LA)  Cartulaire de l'abbaye de Saint-André-Le-Bas-de-Vienne1
- (LA)  Monumenta Germaniae Historica, Scriptores, tomus XXIII)
- (LA)  Provas da Historia Genealogica da Casa Real Portugueza (Lisbon), Tomo I.
- (LA)  Cartulaire du prieuré de La Charité-sur-Loire (Nièvre)
- (LA)  Regesta comitum Sabaudiae
- (LA)  #ES Layettes du trésor des chartes (Paris), Vol. I
- (LA)  España Sagrada, Tomo XIV
- (LA)  Recueil des historiens des Gaules et de la France. Tome 12
- (LA, FR)  Regeste dauphinois, ou Répertoire chronologique et analytique des documents, tome I, fascicolo II.
- (EN)  The World of El Cid: Chronicles of the Spanish Reconquest, Chronicon regum Legionensium

### Letteratura storiografica
- Edgar Prestage, Il Portogallo nel Medioevo, in L'autunno del Medioevo e la nascita del mondo moderno, collana «Storia del mondo medievale», VII volume, 1999,  pp. 576-610, SBN CSA0112609.
- (FR)  Histoire de Savoie, d'après les documents originaux,... par Victor ... Flour de Saint-Genis. Tome 1
- (FR)  Histoire généalogique de la royale maison de Savoie, justifiée par titres, ..par Guichenon, Samuel
- (EN)  The early history of the house of Savoy (1000-1233)
- (PT)  Barbosa J. (1727) Catalogo Chronologico, Historico, Genealogico e Critico das Rainhas de Portugal e seus filhos (Lisbon)
- (PT)  #ES Terceira parte da monarchia lusitana
- (EN)  The Kingdom of León-Castilla under King Alfonso VI
- (PT)  #ES Chronica Breve do Archivo Nacional, Portugaliæ Monumenta Historica, Scriptores, Vol. I
- (ES)  #ES Historia genealogica de la casa de Lara, Volume 3'